# Franco Citti
Franco Citti (Roma, 23 aprile 1935 – Fiumicino, 14 gennaio 2016) è stato un attore italiano.

## Biografia

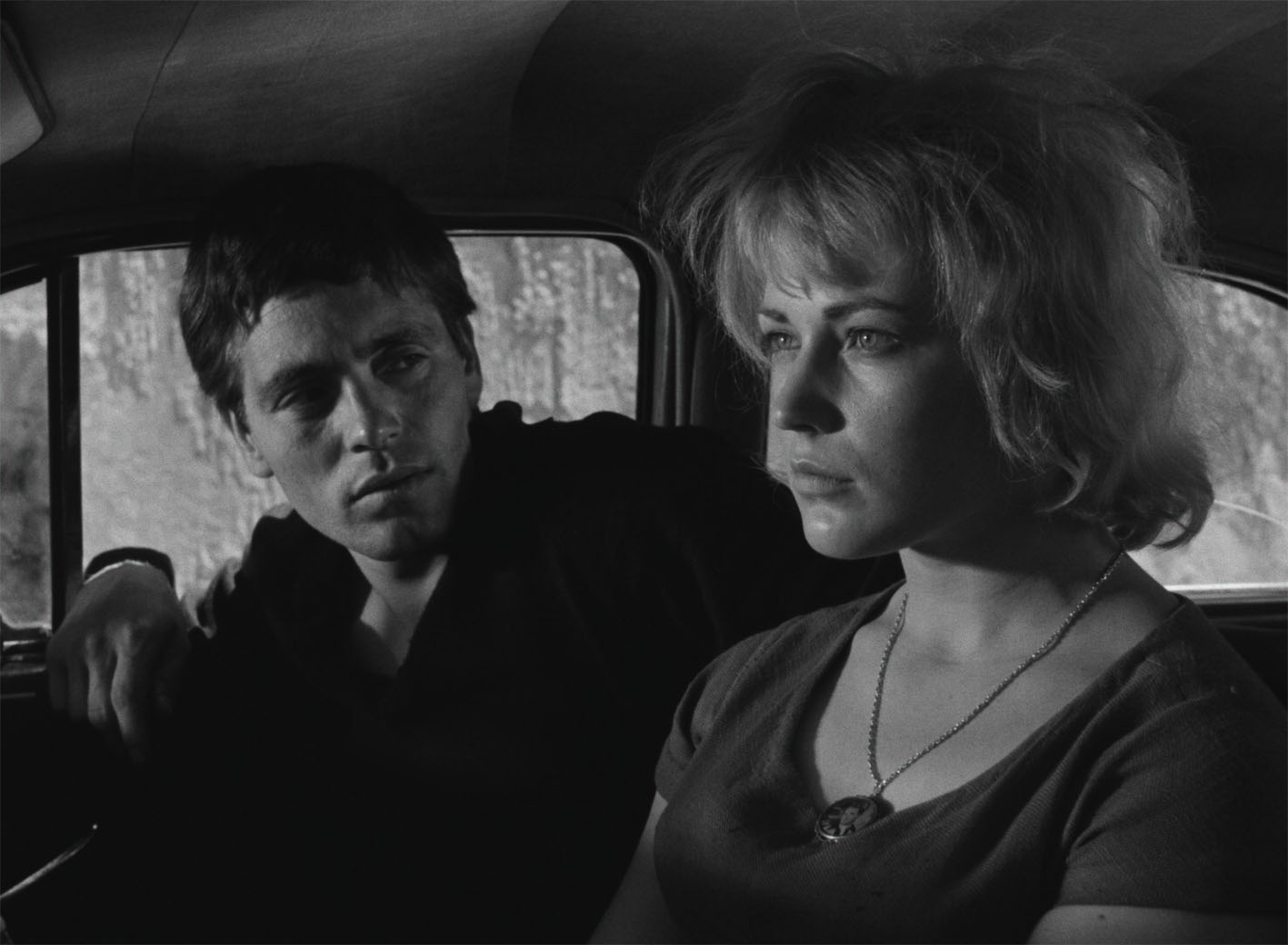
Franco Citti con Franca Pasut nel film Accattone (1961) di Pier Paolo Pasolini

Nato a Roma nel 1935 e cresciuto con il fratello Sergio nella borgata romana della Marranella, di professione pittore e manovale, viene scoperto da Pier Paolo Pasolini e scelto in particolare per i marcati tratti romaneschi. Nel 1961 il regista gli affida il ruolo di protagonista del proprio film d'esordio Accattone. Per questa interpretazione, nel 1962 è candidato al Nastro d'argento  come migliore attore protagonista, al Laceno d'oro al miglior attore e, nel 1963, al premio BAFTA come miglior attore protagonista.
L'anno seguente è Carmine, il protagonista di Mamma Roma, insieme ad Anna Magnani, e ancora Tommaso in Una vita violenta di Paolo Heusch e Brunello Rondi. Nel 1967 è Edipo nel film Edipo Re. L'anno dopo è un trafficante d'armi in Somalia nel film di denuncia Seduto alla sua destra di Valerio Zurlini. Tornerà nuovamente a essere diretto da Pasolini. È un cannibale in Porcile (1969), ser Ciappelletto ne Il Decameron (1971), Satana ne I racconti di Canterbury (1972) e un demone ne Il fiore delle Mille e una notte (1974).
Nel 1970 è il protagonista del film Ostia, esordio alla regia del fratello Sergio. Interpreterà per lui altri film, scritti dal fratello assieme all'amico Vincenzo Cerami, come Storie scellerate (1973), Casotto (1977) e Il minestrone (1981). Nel 1972 e nel 1990 interpreta il ruolo di Calò ne Il padrino e Il padrino - Parte III entrambi diretti da Francis Ford Coppola. Nel 1998 esordisce nella regia dirigendo, «con la fraterna collaborazione di Sergio Citti» (come recitano i titoli di testa), se stesso e Fiorello in Cartoni animati, ultimo respiro della poetica pasoliniana, dove Citti torna quasi a rivestire il ruolo avuto nel film Accattone. 
Ha partecipato inoltre al documentario di Ivo Barnabò Micheli A futura memoria (1985) e a quello di Laura Betti Pier Paolo Pasolini e la ragione di un sogno (2001). È stato attivo anche in teatro: I giganti della montagna e Tamerlano, nel 1989, per la regia di Carlo Quartucci e in televisione con I promessi sposi (1989) di Salvatore Nocita. Franco Citti aveva perso l’uso della parola nel 1998 a causa di un ictus. In seguito, essendo scivolato in uno stato di indigenza, nel 2002 gli venne provvidenzialmente conferito un vitalizio grazie alla Legge Bacchelli. Malato da tempo, è morto la sera del 14 gennaio 2016 nella sua abitazione romana, all'età di 80 anni. La notizia è stata data dall'amico Ninetto Davoli. È sepolto a Maccarese, frazione di Fiumicino, nel cimitero di Santa Ninfa.

## Filmografia

### Attore

#### Cinema

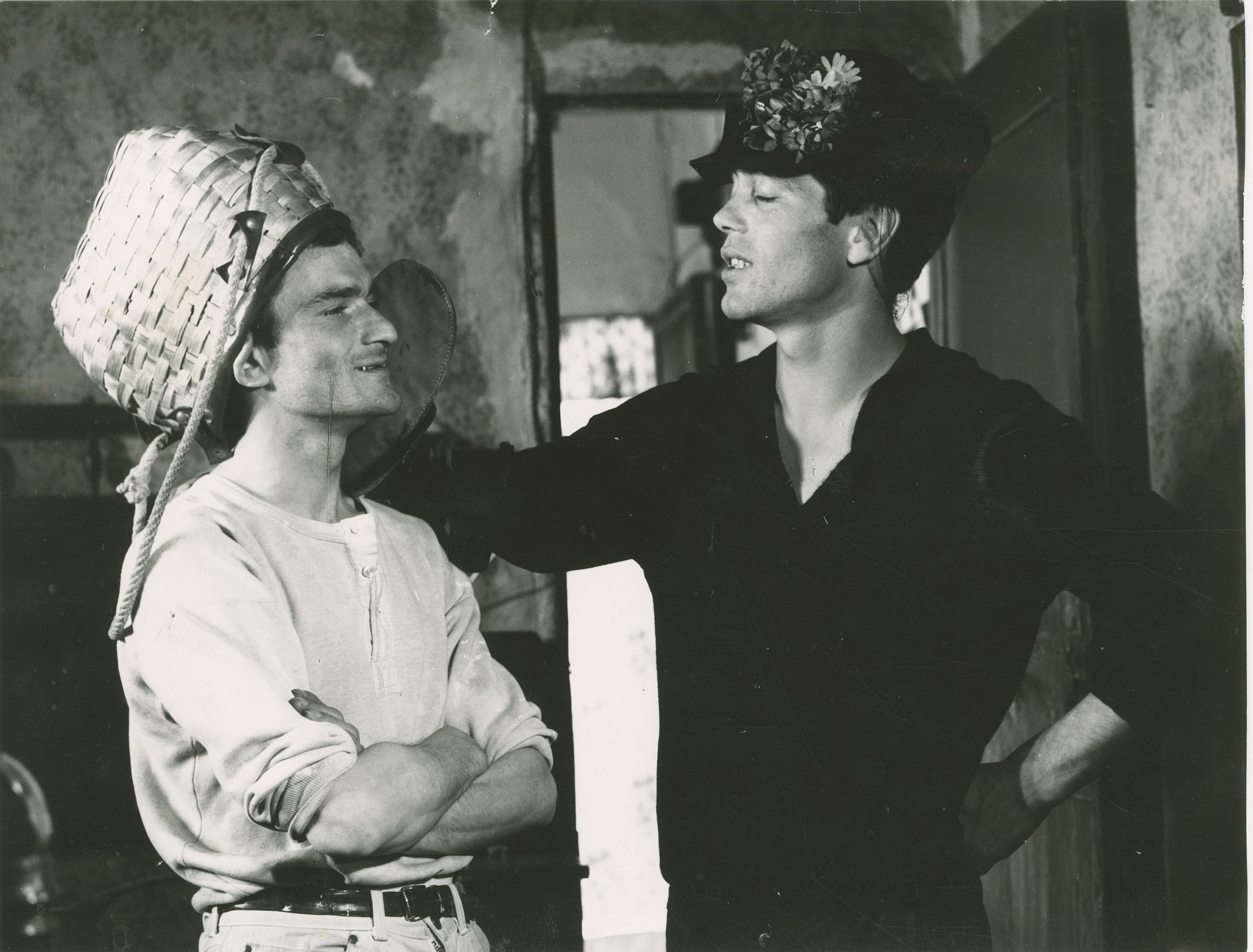
Giovanni Orgitano e Franco Citti nel film Accattone (1961)

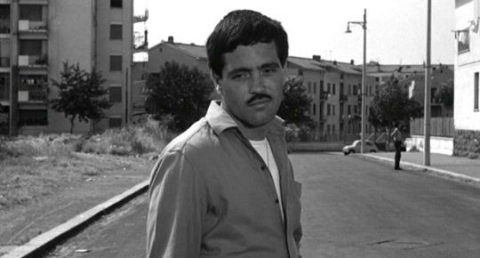
Mamma Roma (1962)

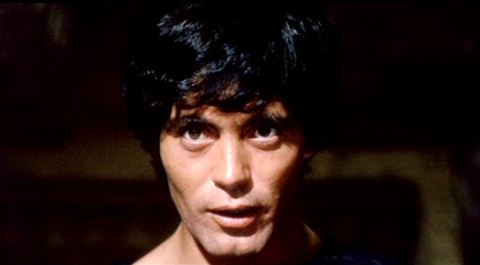
Edipo re (1967)

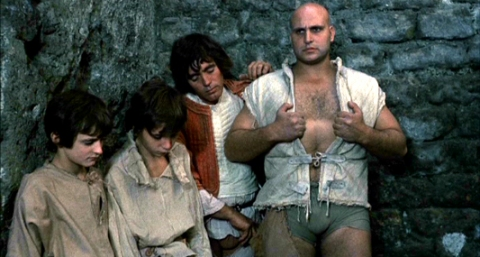
Il Decameron (1971)

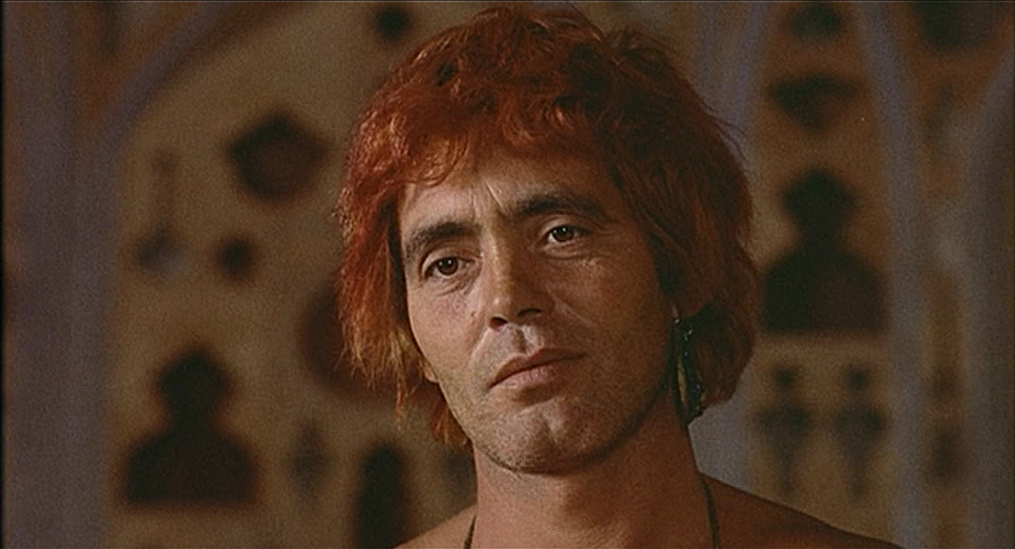
Il fiore delle Mille e una notte (1974)

- Accattone, regia di Pier Paolo Pasolini (1961)
- Una vita violenta, regia di Paolo Heusch e Brunello Rondi (1962)
- Mamma Roma, regia di Pier Paolo Pasolini (1962)
- Parigi proibita (Du mouron pour les petits oiseaux), regia di Marcel Carné (1962)
- Il giorno più corto, regia di Sergio Corbucci (1963)
- Requiescant, regia di Carlo Lizzani (1967)
- Edipo Re, regia di Pier Paolo Pasolini (1967)
- Seduto alla sua destra, regia di Valerio Zurlini (1968)
- Ammazzali tutti e torna solo, regia di Enzo G. Castellari (1968)
- Una ragazza di Praga, regia di Sergio Pastore (1969)
- Gli angeli del 2000, regia di Honil Ranieri (1969)
- Il magnaccio, regia di Franco De Rosis (1969)
- La legge dei gangsters, regia di Siro Marcellini (1969)
- Porcile, regia di Pier Paolo Pasolini (1969)
- Ostia, regia di Sergio Citti (1970)
- Il Decameron, regia di Pier Paolo Pasolini (1971)
- Dirai: ho ucciso per legittima difesa, regia di Angelino Fons (1971)
- Il padrino (The Godfather), regia di Francis Ford Coppola (1972)
- I racconti di Canterbury, regia di Pier Paolo Pasolini (1972)
- Roma, regia di Federico Fellini (1972)
- Storie scellerate, regia di Sergio Citti (1973)
- Ingrid sulla strada, regia di Brunello Rondi (1973)
- Macrò - Giuda uccide il venerdì, regia di Stelvio Massi (1974)
- Storia de fratelli e de cortelli, regia di Mario Amendola (1974)
- Il fiore delle Mille e una notte, regia di Pier Paolo Pasolini (1974)
- Colpita da improvviso benessere, regia di Franco Giraldi (1975)
- Puttana galera!, regia di Gianfranco Piccioli (1976)
- Chi dice donna dice donna, regia di Tonino Cervi (1976)
- Uomini si nasce poliziotti si muore, regia di Ruggero Deodato (1976)
- Roma, l'altra faccia della violenza, regia di Marino Girolami (1976)
- La banda del trucido, regia di Stelvio Massi (1977)
- Todo modo, regia di Elio Petri (1977)
- Il gatto dagli occhi di giada, regia di Antonio Bido (1977)
- Casotto, regia di Sergio Citti (1977)
- L'albero della maldicenza, regia di Giacinto Bonacquisti (1979)
- La luna, regia di Bernardo Bertolucci (1979)
- Eroina, regia di Massimo Pirri (1980)
- Ciao marziano, regia di Pier Francesco Pingitore (1980)
- Il minestrone, regia di Sergio Citti (1981)
- Io voto, tu voti (PCI), regia di Giorgio Ferrara -cortometraggio (1981)
- The Black Stallion Returns, regia di Robert Dalva (1983)
- La coda del diavolo, regia di Giorgio Treves (1986)
- Rosso di sera, regia di Beppe Cino (1988)
- Kafka - La colonia penale, regia di Giuliano Betti (1988)
- Il segreto, regia di Francesco Maselli (1990)
- Il padrino - Parte III (The Godfather: Part III), regia di Francis Ford Coppola (1990)
- Appuntamento in nero, regia di Antonio Bonifacio (1991)
- El infierno prometido, regia di Juan Manuel Chumilla-Carbajosa (1992)
- La chance, regia di Aldo Lado (1994)
- Il sindaco, regia di Ugo Fabrizio Giordani (1996)
- I magi randagi, regia di Sergio Citti (1996)
- Il miracolo di Sant'Oronzo, regia di Luca Verdone (1997)
- Cartoni animati, regia di Franco e Sergio Citti (1997)
- E insieme vivremo tutte le stagioni, regia di Gianni Minello (1999)

#### Televisione
- Yerma, regia di Marco Ferreri – film TV (1978)
- Sogni e bisogni – serie TV (1985)
- Sei delitti per padre Brown, regia di Vittorio De Sisti – miniserie TV (1988)
- La scalata, regia di Vittorio Sindoni – miniserie TV (1993)

### Regista e sceneggiatore
- Cartoni animati, co-regia di Sergio Citti (1998)

## Opere
- Franco Citti e Claudio Valentini, Vita di un ragazzo di vita, SugarCo, 1992.

## Doppiatori
- Paolo Ferrari in Accattone, Edipo re
- Ferruccio Amendola in Uomini si nasce poliziotti si muore, La legge dei gangsters
- Michele Gammino in Roma, l'altra faccia della violenza, Il padrino - Parte III
- Sergio Tedesco in Requiescant
- Pierangelo Civera in Ammazzali tutti e torna solo
- Oreste Lionello in Ingrid sulla strada
- Sergio Fiorentini in Chi dice donna dice donna